# Sociaal Groesbeek
In de gemeente Berg en Dal is Sociaal Groesbeek een politieke partij van socialistische signatuur.

## Ontstaan
Sociaal Groesbeek ontstond uit de afdeling Groesbeek van de Socialistische Partij. De directe aanleiding voor de Groesbeekse SP'ers kwam toen de toenmalige dierenrechtenactivist van de SP Harry Voss zonder medeweten van het Groesbeekse SP-bestuur de pers zocht met een voor de SP schadelijke actie rond een Groesbeeks dierenarts. Toen SP Groesbeek-voorzitter Hans Peters op zijn weblog kritiek uitte op Voss, werd de kritiek van Peters van de Gelderse SP-statensite gehaald. Hierop besloten alle bestuursleden van de SP-afdeling Groesbeek dat er een vertrouwensbreuk en een onwerkbare situatie was ontstaan in de samenwerking met de landelijke SP. Het conflict bereikte zelfs de landelijke pers. Op 4 december 2004 werd de partij ingeschreven bij de Kamer van Koophandel. Het logo van Sociaal Groesbeek bevat een vos, hetgeen een verwijzing is naar de genoemde 'Vossenaffaire'.

## Overtuiging en standpunten
Sociaal Groesbeek is een partij van socialistische signatuur. De partijbeginselen zijn achtereenvolgens gelijkwaardigheid, solidariteit en menswaardigheid. Speerpunten van de partij zijn onder meer 'het recht van het betaalbaar wonen' en een jongerenbeleid dat 'samen met en niet namens de jongeren wordt gemaakt'.

## Deelname aan gemeenteraadsverkiezingen
In 2006 belandde de partij met een restzetel en 5,4 % van de stemmen in de raad. De partij scoorde met name goed in de wijken de Stekkenberg en Drul en het kerkdorp Breedeweg maar scoorde slecht in de kerkdorpen De Horst en Berg en Dal. In 2010 behaalde Sociaal Groesbeek 8,1 % van de stemmen; een forse verbetering van de uitslag van vier jaar geleden, maar niet genoeg voor een tweede zetel.
Op 19 november 2014 behaalde Sociaal Groesbeek met de gemeenteraadsverkiezingen 2124 stemmen. Daarmee werd Sociaal Groesbeek de 3e partij van de fusie gemeente Groesbeek. Door een lijstverbinding van GVP, GJS en C90 ontliep Sociaal Groesbeek helaas ondanks een hertelling met 1 stem verlies een 3e raadszetel.